# Moratilla de los Meleros
Moratilla de los Meleros és un municipi de la província de Guadalajara, a la comunitat autònoma de Castella-La Manxa.

## Demografia
| 1991 | 1996 | 2001 | 2004 |
| ---- | ---- | ---- | ---- |
| 129  | 115  | 100  | 95   |